# Vlag van Werkendam

Vlag van de gemeente Werkendam
(1980-2019)

De vlag van Werkendam werd op 28 januari 1980 bij raadsbesluit vastgesteld als de gemeentelijke vlag van de Noord-Brabantse gemeente Werkendam, die in 2019 is opgegaan in de gemeente Altena. De vlag wordt als volgt omschreven:
De vlag is geel van kleur en beladen met een gekwartileerd kruis met in tweeën verdeelde armen, afwisselend blauw en groen gekleurd. Aan de broekzijde boven twee afgewende rode zalmen en dezelfde zijde onder een rode merlet.
Niet vermeld is de breedte van de armen van het kruis; deze bedraagt ongeveer 1/4 van de vlaghoogte. Het ontwerp van de vlag was van G.A. Bontekoe. Het kruis is een zgn. Scandinavisch kruis, waarvan de drie armen aan de boven- onder en broekzijde even lang zijn. De kleuren en elementen in de vlag komen ook voor in het wapen van Werkendam. 

## Verwante afbeelding

Wapen van Werkendam sinds 1978

Aalburg 
· Aarle-Rixtel 
· Alphen en Riel 
· Bakel en Milheeze 
· Beek en Donk 
· Beers 
· Berghem 
· Berkel-Enschot 
· Berlicum 
· Bladel en Netersel 
· Borkel en Schaft 
· Boxmeer 
· Budel 
· Chaam 
· Cuijk 
· Cuijk en Sint Agatha 
· Den Dungen 
· Diessen 
· Dinteloord en Prinsenland 
· Drunen 
· Dussen 
· Engelen 
· Erp 
· Esch 
· Escharen 
· Fijnaart en Heijningen 
· Geffen 
· Geldrop 
· Gemert 
· Giessen 
· Ginneken en Bavel 
· Grave 
· 's Gravenmoer 
· Haaren 
· Halsteren 
· Haps 
· Heesch 
· Heeswijk-Dinther 
· Heeze 
· Helvoirt 
· Hoeven 
· Hooge en Lage Mierde 
· Hooge en Lage Zwaluwe 
· Hoogeloon, Hapert en Casteren 
· Huijbergen 
· Klundert 
· Landerd 
· Leende 
· Liempde 
· Lieshout 
· Lith 
· Luyksgestel 
· Maarheeze 
· Maasdonk 
· Made en Drimmelen 
· Megen, Haren en Macharen 
· Mierlo 
· Mill en Sint Hubert 
· Moergestel 
· Nieuw-Ginneken 
· Nieuw-Vossemeer 
· Nistelrode 
· Nuland 
· Oeffelt 
· Oost-, West- en Middelbeers 
· Oploo, Sint Anthonis en Ledeacker 
· Ossendrecht 
· Oud en Nieuw Gastel 
· Oudenbosch 
· Prinsenbeek 
· Putte 
· Raamsdonk 
· Ravenstein 
· Reusel 
· Riethoven 
· Rijsbergen 
· Rijswijk 
· Roosendaal en Nispen 
· Rosmalen 
· Schaijk 
· Schijndel 
· Sint Anthonis 
· Sint-Oedenrode 
· Sprang-Capelle 
· Standdaarbuiten 
· Terheijden 
· Teteringen 
· Uden 
· Udenhout 
· Veghel
· Vessem, Wintelre en Knegsel 
· Vierlingsbeek 
· Vlijmen 
· Wanroij 
· Waspik 
· Werkendam 
· Westerhoven 
· Willemstad 
· Woudrichem 
· Wouw 
· Zeeland 
· Zevenbergen